# Avelino Corma
Avelino Corma Canós (en valenciano: Avel·lí Corma i Canós; Moncófar, Castellón, Valencia, 15 de diciembre de 1951) es un químico español, fundador y exdirector (1990-2010) del Instituto de Tecnología Química, centro de investigación mixto creado en 1990 por la Universidad Politécnica de Valencia (UPV) y el Consejo Superior de Investigaciones Científicas (CSIC) con sede en el campus de la UPV. Fue galardonado con el premio Príncipe de Asturias de Investigación en 2014.

## Biografía
Estudió química en la Universidad de Valencia (1967-1973) y se doctoró en la Universidad Complutense de Madrid en 1976. El trabajo lo realizó bajo la dirección del profesor Antonio Cortés Arroyo en el Instituto de Catálisis y Petroleoquímica (CSIC). Después de dos años de estudios en el Departamento de Ingeniería Química de la Universidad de Queen en Canadá, entró como investigador en el Consejo Superior de Investigaciones Científicas en 1979. En 1987 pasó a ser profesor de investigación del CSIC. Desde 1990 y hasta 2010 dirigió el Instituto de Tecnología Química, centro mixto entre el Consejo Superior de Investigaciones Científicas y la Universidad Politécnica de Valencia. Trabaja en diseño molecular de catalizadores, especialmente zeolitas, y en procesos catalíticos sostenibles en los campos del refino de hidrocarburos y de obtención de combustibles destinados a vehículos a partir de derivados de la biomasa.
Ha publicado más de 1.400 artículos en revistas nacionales e internacionales, y ha escrito tres libros, varias revisiones. Es autor de más de doscientas patentes, más de veinte en explotación comercial. Es revisor habitual de libros y manuscritos para numerosas publicaciones científicas periódicas y ha formado parte del comité editorial de numerosas revistas científicas.
Es miembro de la Real Academia de Ingeniería de España, de la Academia Europea, de la Real Academia de Ciencias Exactas, Físicas y Naturales de España, de la Academia Nacional de Ingeniería (Estados Unidos), del comité de dirección de las revistas más importantes en el campo de la catálisis, y de la Real Sociedad de Reino Unido.

## Premios
- Premio Dupont (1995)
- Premio Nacional de Investigación Leonardo Torres Quevedo (1995)[9]
- Premio de Investigación Iberdrola de Química (1998)
- Premio G. Ciapetta, Houdry y Michel Boudart Award for the Advancement of Catalysis de la North American Catalyst Society
- Premio en Nuevas Tecnologías “Rey Jaume I”
- Premio “François Gault” de la European Catalysis Society (1998)
- Premio de Nuevas Tecnologías “Rey Jaume I” (2000)
- Premio Europeo de Catálisis “François Gault” (2001)
- Breck Award de la International Zeolite Association (2004)
- Medalla de Oro de la Real Sociedad Española de Química (2005)
- Premio Nacional de Ciencia y Tecnología de México (2006)
- G.A. Somorjai Award de la American Chemical Society (2008)
- Premio Boudart Award for Advanced Catalysis (2009)
- Premio A. V. Humbold Research Award (2009)
- Eni Award (2010), [10]Royal Society of Chemistry Centenary Prize (2010)
- Premio Rhodia Pierre-Gilles de Gennes Prize for Science and Industry (2010)[11]
- Medalla de Oro del Foro QUÍMICA y SOCIEDAD a la Trayectoria en Investigación Química 2001-2010
- Gran Medalla de la Academia de Ciencias de Francia 2011.
- Premio a la Investigación y la Invención de la Fundación García-Cabrerizo(2012)
- Premio Príncipe de Asturias de Investigación Científica y Técnica (2014)[5]
- 48th W. N. Lacey Lectureship en Caltech (2015)
- The Jacobus van´t Hoff Lecture 2015 en la TU Delft Process Technology Institute (2015)
- Hoyt C. Hottel Lecture, MIT (2015)
- Premio Spiers Memorial 2016 de la Royal Society of Chemistry (2016)
- Premio de la Amistad del Gobierno Chino (2017)
- Medalla Blaise Pascal de Química de la Academia Europea de Ciencias (2018)[12]
- Premios de Investigación de la Universitat Politècnica de València: Premio Excelente Publicación, Premio Excelente Trayectoria Investigadora en Química y Reconocimiento Especial por su destacada trayectoria y por ser un referente para otros investigadores (2022).
- I Premio Santiago Grisolia a la Labor Profesional en el Campo de la Investigación Científica (2022)
- Premio Anassilaos: Arte Cultura Economia E Scienze del Regio de Calabria.- Premio Civitas Europae (2021)
- Académico de Honor de la Real Academia de Medicina de la Comunidad Valenciana (2021)
- European Inventor Award - Lifetime Achievement (2023)
- Premio Fundación BBVA Fronteras del Conocimiento (2024), en la categoría de Ciencias Básicas, por impulsar avances fundamentales en el campo de la catálisis que han permitido controlar y acelerar las reacciones químicas para la obtención de productos en múltiples procesos industriales, mejorando la eficiencia y reduciendo el consumo de energía.[13]

Ha recibido la Orden del Mérito Civil de España (2002).[cita requerida]
Junio de 2015 condecorado con la medalla de la Universitat Politècnica de València
En 2014 fue seleccionado por la revista Quo, en colaboración con el Consejo Superior de Investigaciones Científicas y el Consejo Superior de Deportes, para la primera «Selección Española de la Ciencia», compuesta por trece científicos españoles destacados a escala internacional.

## “Doctor Honoris Causa”
- Universidad de Huelva (2023)
- Universidad de Salamanca (2021)
- Nacional San Antonio Abad del Cusco, Perú (2019)
- Universidad Paul Sabatier (2019)
- Universidad de Córdoba (2018)
- Universidad de Cantabria (2016)
- Universidad de Jaén (2015)
- Universidad de Bucarest (2014)
- Delft University of Technology: TU Delft (2013)
- University of Ottawa (2012)
- Universidad de Alicante (2010)
- Faculty of Chemistry and Biochemistry of the Ruhr-University Bochum (2010)
- Universidad de Valencia (2009)
- Universidad Jaime I (2008)
- Technische Universität München (2008)
- Universidad Nacional de Educación a Distancia (UNED) (2008)
- Utrecht University (2006)